# Gene Vance
Ellis Eugene Vance, dit Gene Vance, né le 25 février 1923 et mort le 16 février 2012, est un joueur de basket-ball professionnel américain qui a joué pour l'équipe universitaire des Fighting Illini de l'Illinois dans les années 1940 où il est resté comme l'une des figures historiques de l'équipe universitaire. Son parcours universitaire est coupé par sa participation à la Seconde Guerre mondiale à partir de 1943. Il fait partie avec Andy Phillip des Whiz Kids. Recruté par les Stags de Chicago en 1948, il joue cinq saisons dans la National Basketball Association pour les Stags puis pour les Tri-Cities Blackhawks jouant 175 rencontres.